# 사장님의 식단표
사장님의 식단표는 TVING에서 2024년 방영한 대한민국의 로맨틱 코미디 드라마이다.

## 출연진

### 주요 인물
- 이상이: 복규현/강하준 역
- 한지현: 남자연/서연서 역

### 주변 인물
- 박정우: 도겸 역
- 이유진: 강하준/김도겸 역
- 김용명: 오 원장 역

### 특별 출연
- 주민경: 차희성 역

## 참고 사항
- 박정우를 제외하면 모두 〈손해 보기 싫어서〉에 출연했다.

## 추천 정보
- 손해 보기 싫어서